# 용문고등학교 축구부
용문고등학교 축구부는 서울특별시에 위치한 용문고등학교의 축구부이다. 용문고등학교가 운영하는 축구부로 1968년에 창단되었다.

## 참고 문헌
- “KFA 통합경기정보 시스템”. 대한축구협회.

## 같이 보기
- 용문고등학교